# Bogdănești (Bacău)
Bogdănești is een Roemeense gemeente in het district Bacău.
Bogdănești telt 2757 inwoners.